# Сигил

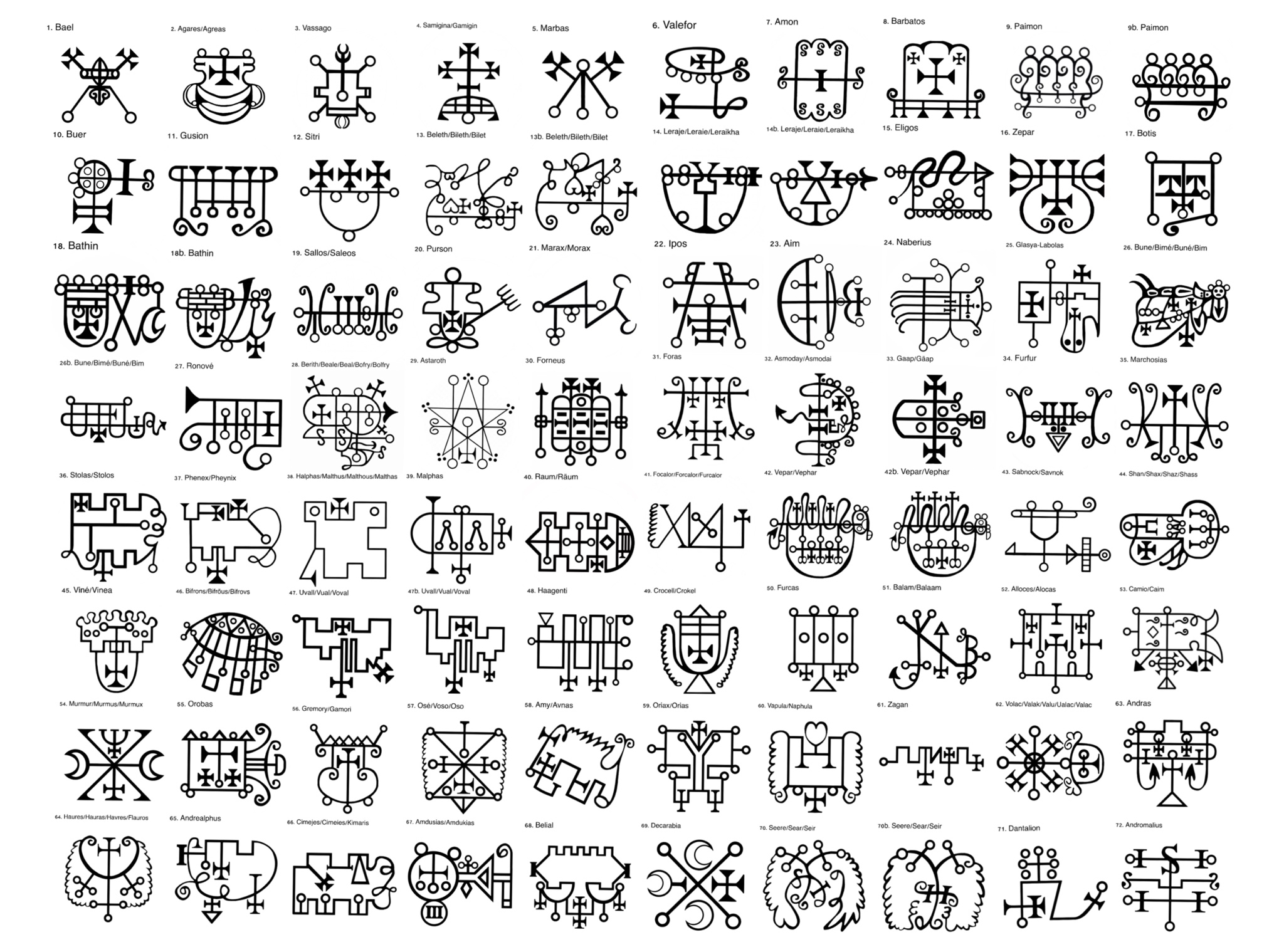
72 сигила из гримуара Малый ключ Соломона

Си́гил или сиги́лла (от лат. sigillum, «печать») — символ (или комбинация нескольких конкретных символов или геометрических фигур), обладающий магической силой. Сигилы широко использовались магами, алхимиками и прочими «учёными средневековья» для вызова и управления духа или демона. Таким образом, сигил наряду с именем и формулой вызова играл немаловажную роль в гримуаре. Самые известные сигилы представлены в средневековых магических и алхимических книгах (в основном по демонологии): «Малый Ключ царя Соломона», «Печати 6-й и 7-й Книги Моисея», «Сигилы Чёрной и Белой магии» и других. Самым известным сигилом является пентаграмма. Также сигилы использовались в качестве эмблем различных сообществ.

## Происхождение
Термин сигил происходит от лат. sigillum, что означает «печать». Также он может быть связан с ивр. סגולה‎ — segulah, что означает слово, действие или элемент духовного воздействия.

## Составление и применение
Сигил обычно составляется из сложной комбинации нескольких определённых символов или геометрических фигур (чисел) с определённым значением каждого знака. Сам по себе сигил не вызывает духов или демонов, он служит лишь физическим средством, при помощи которого вызыватель (маг) достигает нужного состояния духа.
В сигиле зашифрованы тайные имена духов, демонов и божеств. И при совершении какого-либо действия над сигилой духа или демона (помещение в огонь, и прочее), маг-вызыватель должен получить над ним власть. В «Гоетии» «Малого ключа Соломона» приведены 72 сигилы демонов ада, согласно их иерархии. В иудейской мистике и Каббале основным гримуаром с применением сигил является «Сефер Разиэль ха-малах».

### Сигилизация
В XX веке живописец и оккультист Остин Спейр (англ. Austin Osman Spare) сформулировал концепцию сигила как визуальной концентрации желания мага. Такая техника была названа сигилизацией и стала основным элементом магии Хаоса, развившись в популярную практику западной магии. Так как теория о том, что сигил как магический инструмент сознательно используются коммерческими корпорациями для достижения определённой степени престижа и экономического могущества, стала весьма популярна.